# Stabilimenti Industriale Farina
Stabilimenti Industriale Farina (kurz: Stabilimenti Farina oder Farina), nach einer Umfirmierung 1953 zuletzt SAIO, war ein Hersteller von Automobilkarosserien aus Turin, der in der ersten Hälfte des 20. Jahrhunderts Aufbauten vor allem für italienische Fahrgestelle entwarf und fertigte. In den Zwischenkriegsjahren gehörte Farina in Italien zu den bedeutendsten Unternehmen seiner Branche. Eine direkte Verbindung mit dem nach wie vor existierenden Karosseriehersteller Pininfarina besteht nicht; allerdings waren die Gründer von Stabilimenti Farina und Pininfarina Geschwister.

## Unternehmensgeschichte

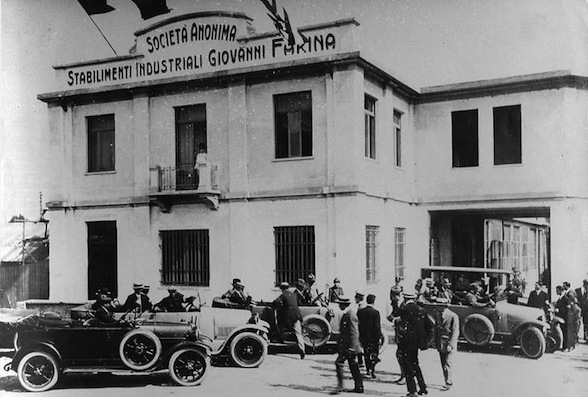
Werksgebäude am Corso Tortone in Turin

Gründer der Stabilimenti Farina war Giovanni Carlo Farina (1884–1957). Er war der ältere Bruder von Battista „Pinin“ Farina und Vater des späteren Formel-1-Weltmeisters Nino Farina.

### Vor dem Ersten Weltkrieg
Giovanni Farina erlernte Ende des 19. Jahrhunderts in Turin das Handwerk des Stellmachers. 1906 – nach einer anderen Quelle 1911 – machte er sich mit Stabilimenti Farina in Turin selbständig. In der Anfangszeit fertigte Farina Kutschwagen. Bereits 1907 entstanden die ersten Karosserien für Automobile, wobei Chassis seinerzeit gängiger Marken wie De Dion-Bouton, Diatto, Itala, Lancia, Peugeot und S.C.A.T. eingekleidet wurden. Noch vor dem Ausbruch des Ersten Weltkriegs begann eine besondere Beziehung zu Fiat, die auf einer Freundschaft zwischen Giovanni Farina und dem Fiat-Gründer Giovanni Agnelli beruhte. Farina wurde zum stilistischen Berater von Fiat und entwarf in deren Auftrag einige Karosserien, die später Farina selbst, teilweise aber andere Karosseriehersteller aufbauten. Während des Ersten Weltkriegs produzierte Farina Flugzeugteile, unter anderem für den deutschen Hersteller Aviatik.

### Die Zwischenkriegsjahre
Nach Kriegsende nahm Farina die Fertigung von Automobilkarosserien wieder auf. Das Unternehmen baute in den 1920er-Jahren vielfach standardisierte Karosserien, die nicht mehr in reiner Handarbeit, sondern mit maschineller Unterstützung gefertigt wurden. Eine Quelle gibt an, Farina habe die industrielle Fertigung in den USA kennengelernt. Dadurch wurde Farina zeitweise zum größten Karosseriehersteller Italiens. Parallel dazu baute das Unternehmen weiterhin individuelle Luxuskarosserien für Oberklasse-Chassis. Ungeachtet der schwierigen wirtschaftlichen Lage zu Beginn der 1930er-Jahre gelang Farina in dieser Zeit eine Expansion auf Märkte außerhalb Italiens. Farina stellte nun auch Karosserien für Chassis von Mercedes-Benz und Rolls-Royce her.
Farinas Entwürfe galten in der Zwischenkriegszeit als technisch und stilistisch innovativ. In den 1920er-Jahren verantwortete Felice Mario Boano das Design, einige Entwürfe kamen auch von Battista „Pinin“ Farina, der im Betrieb seines älteren Bruders Giovanni eine Ausbildung absolvierte. Als Boano 1930 den Betrieb verließ, um zusammen mit Battista Farina das Konkurrenzunternehmen Pininfarina zu gründen, übernahm mit einiger zeitlicher Verzögerung Pietro Frua die Leitung des Designstudios der Stabilimenti Farina. Unter Fruas Leitung bildete Farina Giovanni Michelotti und Alfredo Vignale aus, die nach dem Zweiten Weltkrieg erfolgreiche selbständige Designer wurden. Nach Fruas Ausscheiden 1937 bestimmte vorübergehend Mario Revelli di Beaumont das Design Farinas, das in dieser Zeit betont aerodynamische Linien zeigte.
Während des Zweiten Weltkriegs baute Farina in erster Linie Flugzeugmotoren im Staatsauftrag. Zu dieser Zeit zog sich Giovanni Farina aus der Unternehmensleitung zurück. Die Tagesgeschäfte führten seitdem seine Söhne Nino und Attilio. Während des Krieges wurden die Werksanlagen Farinas durch Bombenangriffe schwer beschädigt.

### Niedergang nach dem Zweiten Weltkrieg
Nach Kriegsende baute Farina zunächst einige Sonderserien auf der Basis des Lancia Aprilia und des Fiat 1100, deren Entwürfe auf Michelotti und Vignale zurückgingen. In den frühen 1950er-Jahren gelang es dem Unternehmen allerdings nicht, sich dauerhaft zu etablieren. Farina karossierte zunächst einige der ersten Straßenfahrzeuge von Ferrari, darunter mehrere 166 Inter, für die je drei Coupé- und Cabrioaufbauten nach Entwürfen von Giovanni Michelotti entstanden. Auf regelmäßige Werksaufträge von Ferrari hoffte Farina allerdings vergeblich, denn 1952 vereinbarte Ferrari eine langjährige Zusammenarbeit mit Pininfarina, die nahezu exklusiv war. 1953 baute Farina noch einige Einzelstücke für Cisitalia und Siata, darunter mehrere Aufbauten für den 208CS. Daraus ergaben sich allerdings keine dauerhaften Geschäftsbeziehungen.
1953 erhielt das Unternehmen nach einer wirtschaftlichen Umstrukturierung mit SAIO (Società per Azioni Industriale Oropa) eine neue Firma, die allerdings nur noch kurzzeitig genutzt wurde. Ende 1953 wurde das Unternehmen wegen Zahlungsunfähigkeit liquidiert.

### Traktoren
Nach dem Zweiten Weltkrieg versuchte Farina sich im Traktorenbau: Es entstand ein Raupenschlepper unter der Typenbezeichnung Farina L45. Sein Ottomotor leistete 45 PS und 34 an der Antriebsscheibe. Das Gewicht betrug 4000 kg, die Zugleistung im 1. Gang 3,1 Tonnen. Die Ketten waren normalerweise 303 mm, auf Wunsch 405 mm breit. Die Bestandsstatistiken weisen zum 31. Dezember 1947 vier Fahrzeuge aus, 1952 und 1953 jeweils sechs Stück, 1955 noch vier.

## Galerie

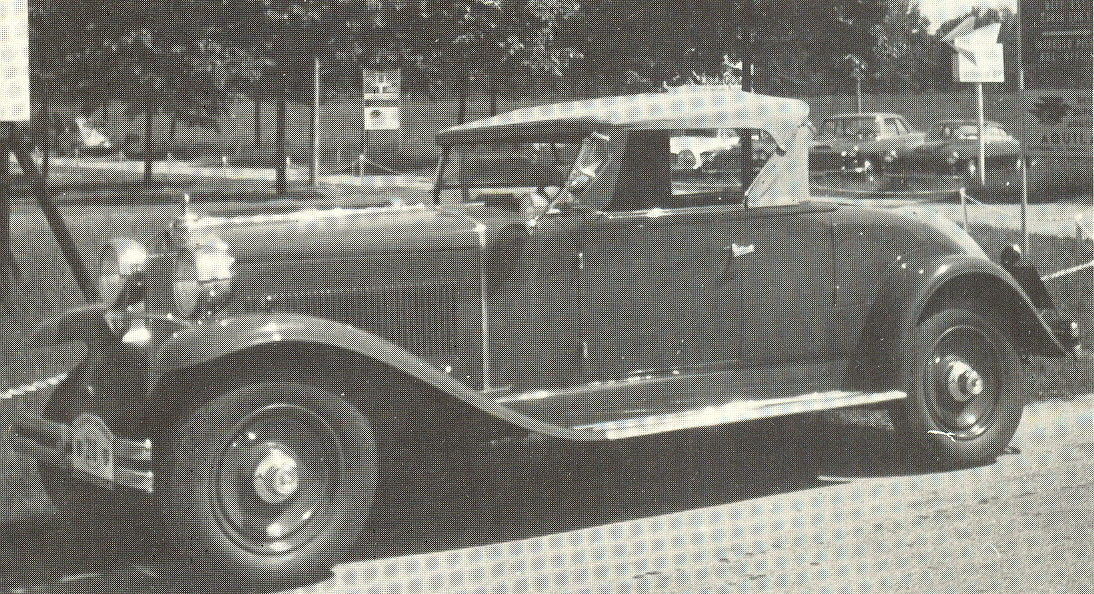
Fiat 525 N Spider (1929)
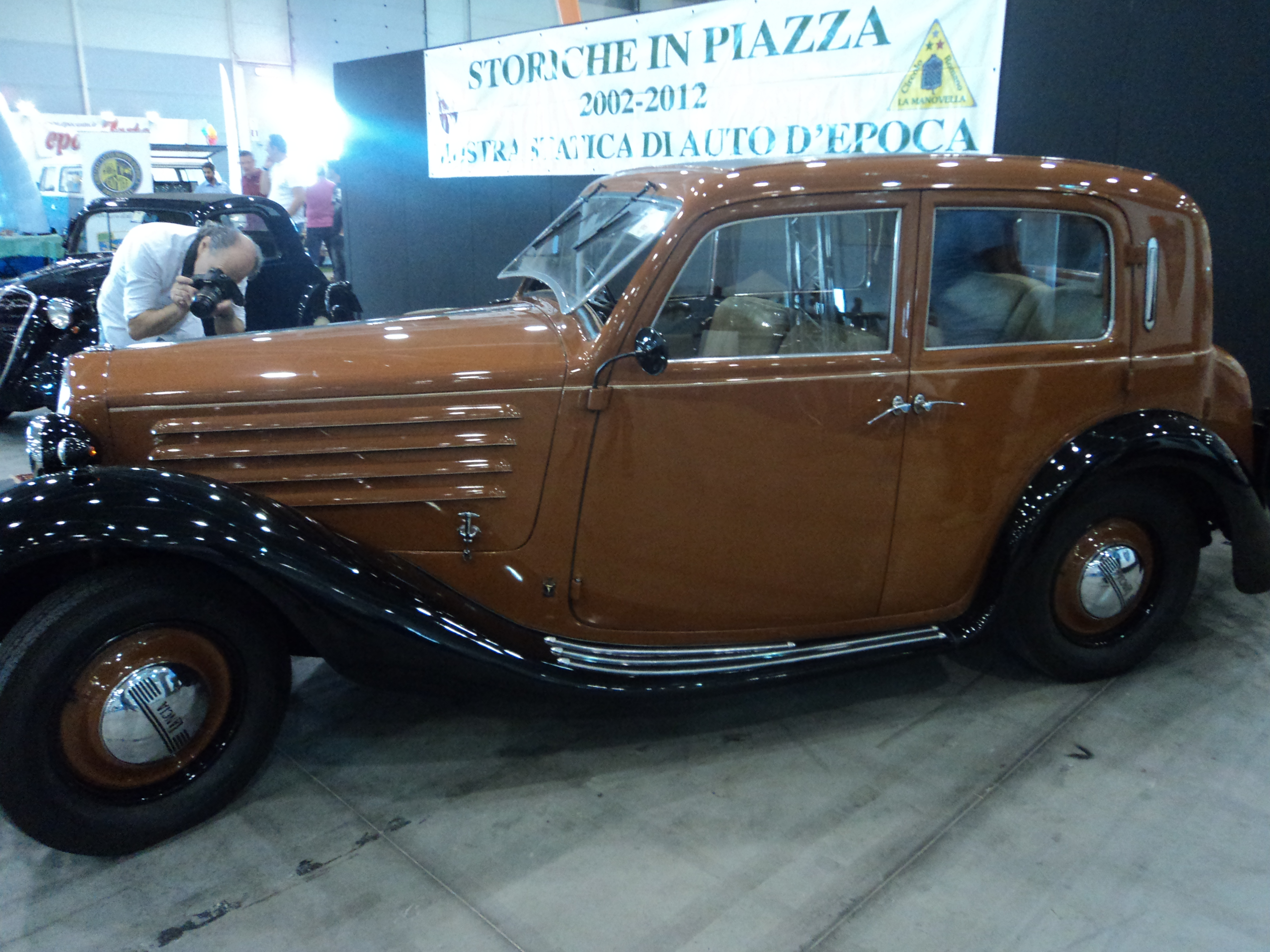
Lancia Augusta (1935)
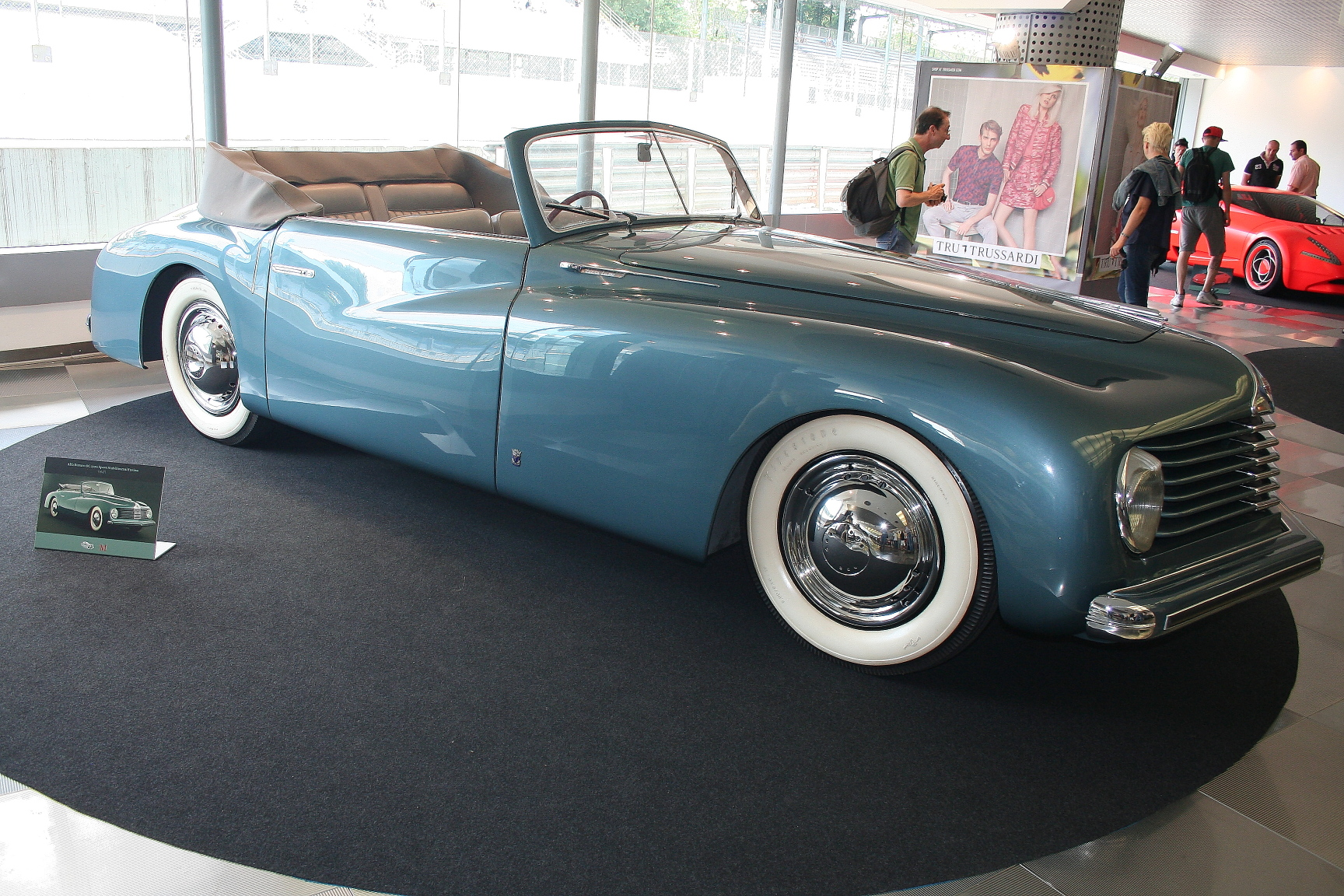
Alfa Romeo 6C 2500 Farina Cabriolet (1947, Michelotti-Design)
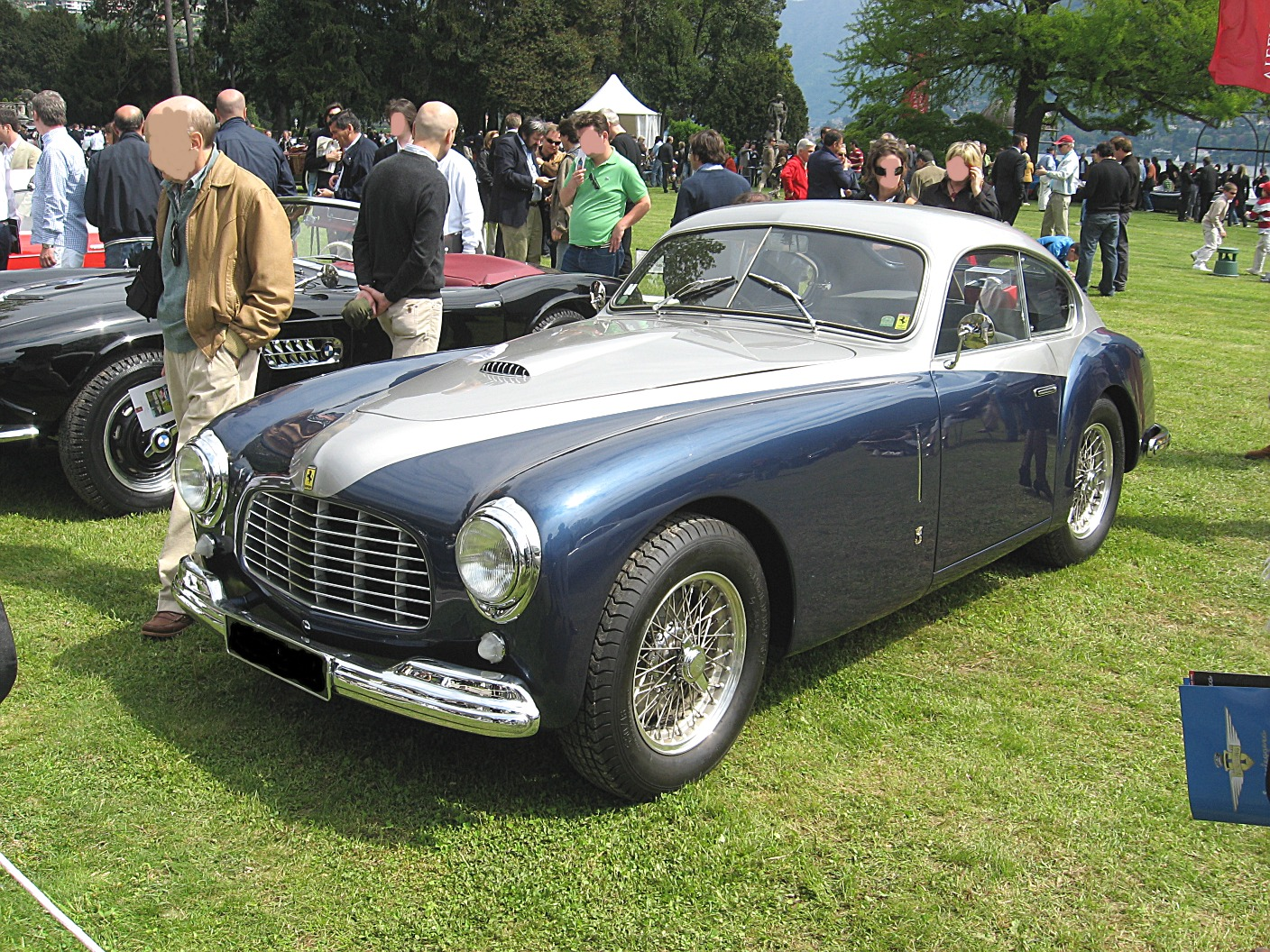
Ferrari 166 Inter (1949)
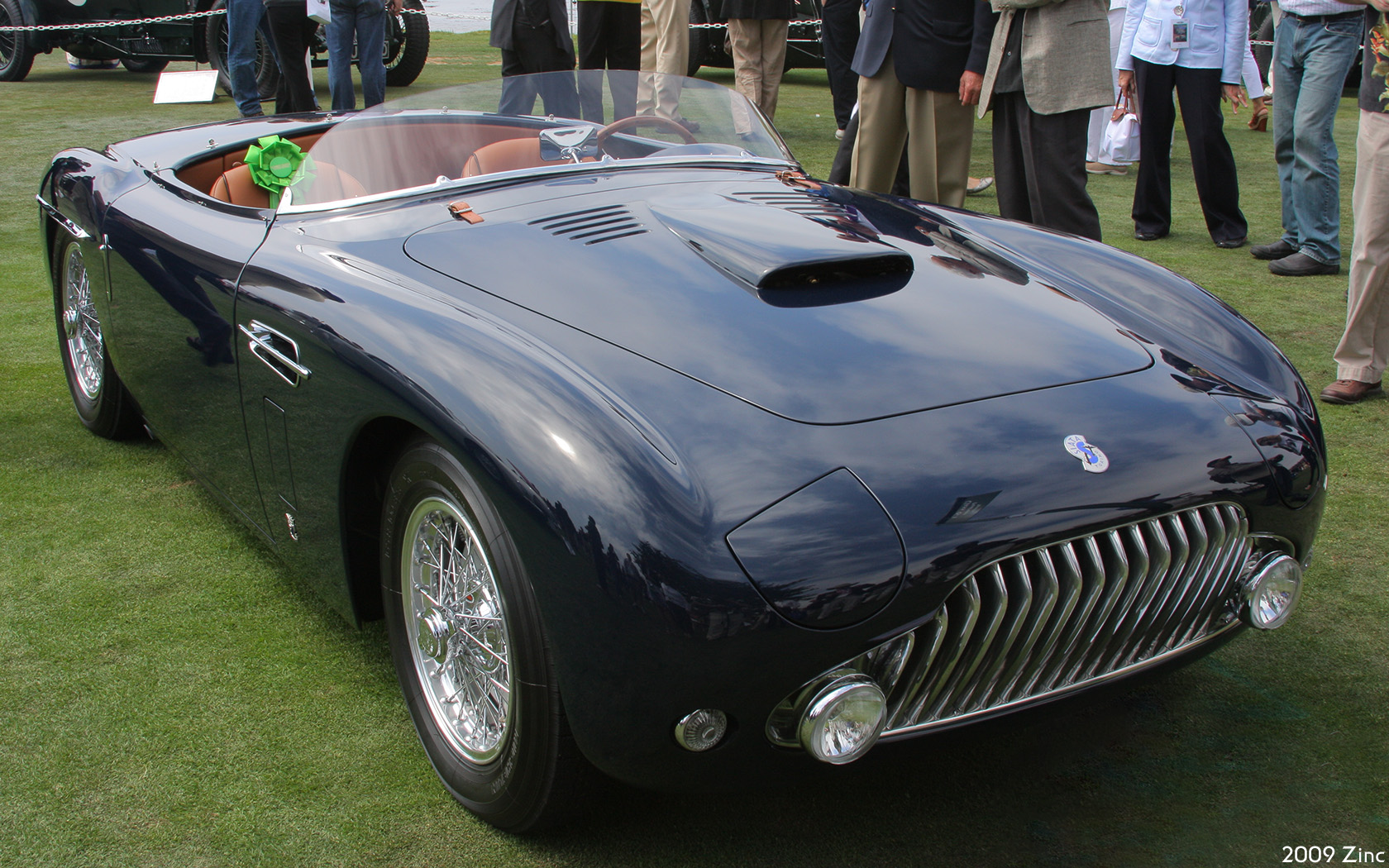
Siata 208SC (1953)